# فرانك ماكفي
فرانك ماكفي (بالإنجليزية: Frank McPhee)‏ هو لاعب كرة قدم أمريكية أمريكي، ولد في 19 مارس 1931 في يونغزتاون في الولايات المتحدة، وتوفي في 31 مارس 2011 في كليفلاند في الولايات المتحدة.

## وصلات خارجية
- فرانك ماكفي على موقع كلية كرة السلة في سبورتس رفرنس.كوم (الإنجليزية)
- فرانك ماكفي على موقع مرجع كرة القدم المحترفة.كوم (الإنجليزية)
- فرانك ماكفي على موقع JustSportsStats.com (الإنجليزية)